# Nonstop (мини-альбом)
Nonstop — седьмой мини-альбом южнокорейской гёрл-группы Oh My Girl. Был выпущен 27 апреля 2020 года лейблом WM Entertainment и распространен Sony Music. Альбом содержит пять песен, включая ведущий сингл «Nonstop». Ведущий сингл «Nonstop» установил рекорд как самая продолжительная песня женской группы в Топ-100 MelOn Daily Chart 20 августа 2021 года с 480 днями и продолжал оставаться в чарте ещё 21 день. Затем он был сдвинут их собственным би-сайд-треком «Dolphin», который держался в чартах 546 дней подряд.

## Список треков
| №                   | Название                 | Текст песни         | Музыка                                                                       | Arrangement                                                                  | Длительность |
| ------------------- | ------------------------ | ------------------- | ---------------------------------------------------------------------------- | ---------------------------------------------------------------------------- | ------------ |
| 1.                  | «Nonstop» (кор. {{{1}}}) | Seo Ji-eum Mimi     | Steven Lee Andreas Johansson Laurell Barker Sebastian Thott                  | Sebastian Thott                                                              | 3:22         |
| 2.                  | «Dolphin»                | Seo Jung-ah         | Ryan S. Jhun Celine Svanbäck Chloe Latimer Jeppe London Lauritz Christiansen | Ryan S. Jhun Celine Svanbäck Chloe Latimer Jeppe London Lauritz Christiansen | 2:56         |
| 3.                  | «Flower Tea» (꽃차)      | Seo Ji-eum          | Lee Joo-hyung (MonoTree) Mayu Wakisaka                                       | Lee Joo-hyung (MonoTree)                                                     | 4:19         |
| 4.                  | «NE♡N»                   | Seo Ji-eum          | Maria Marcus Freja Blomberg Jonsson                                          | Maria Marcus Freja Blomberg Jonsson                                          | 3:14         |
| 5.                  | «Krystal»                | Junebug             | Steven Lee Joe Lawrence Linda Quero                                          | Joe Lawrence                                                                 | 3:37         |
| Общая длительность: | Общая длительность:      | Общая длительность: | Общая длительность:                                                          | Общая длительность:                                                          | 17:30        |

## Победы
| Песня     | Программа        | Дата             | Ссылка |
| --------- | ---------------- | ---------------- | ------ |
| «Nonstop» | The Show         | 5 мая 2020 года  | [ 2 ]  |
| «Nonstop» | The Show         | 12 мая 2020 года | [ 3 ]  |
| «Nonstop» | Show Champion    | 6 мая 2020 года  | [ 4 ]  |
| «Nonstop» | M Countdown      | 7 мая 2020 года  | [ 5 ]  |
| «Nonstop» | M Countdown      | 14 мая 2020 года | [ 6 ]  |
| «Nonstop» | Show! Music Core | 9 мая 2020 года  | [ 7 ]  |
| «Nonstop» | Inkigayo         | 10 мая 2020 года | [ 8 ]  |
| «Nonstop» | Music Bank       | 15 мая 2020 года | [ 9 ]  |

## Чарты
| Чарты (2020)            | Высшая позиция |
| ----------------------- | -------------- |
| Республика Корея (Gaon) | 3              |

| Песня     | Чарты (2020)            | Высшая позиция |
| --------- | ----------------------- | -------------- |
| «Nonstop» | Республика Корея (Gaon) | 2              |
| «Dolphin» | Республика Корея (Gaon) | 9              |

## История релиза
| Регион           | Дата                | Формат                        | Лейбл                       |
| ---------------- | ------------------- | ----------------------------- | --------------------------- |
| Мир              | 27 апреля 2020 года | Цифровое скачивание, стриминг | WM Entertainment            |
| Республика Корея | 27 апреля 2020 года | CD                            | WM Entertainment Sony Music |

### Комментарии
1. ↑  Read as "neon"